# Xã Osage, Quận Allen, Kansas
Xã Osage (tiếng Anh: Osage Township) là một xã thuộc quận Allen, tiểu bang Kansas, Hoa Kỳ. Năm 2010, dân số của xã này là 258 người.